# Flaga Haiti
Flaga Haiti – przyjęta urzędowo 25 lutego 1986 roku. Tworzą ją dwa poziome pasy: niebieski (górny) oraz czerwony (dolny). Dwukolorowa flaga, niebieska i czerwona, skomponowana poprzez usunięcie z narodowych barw Francji koloru białego, używana była podczas antyfrancuskiego powstania, które doprowadziło do ogłoszenia w 1804 roku niepodległości Haiti. Współczesna flaga nawiązuje do tamtych czasów.
Od 25 maja 1964 do 25 lutego 1986 roku, podczas dyktatorskich rządów François Duvaliera oraz jego syna Jeana-Claude'a Duvaliera obowiązująca flaga państwowa była inna. Tworzyły ją dwa pionowe (nie poziome) pasy: czerwony i czarny wraz ze znajdującym się pośrodku godłem państwowym. Po obaleniu rządów Jeana-Claude'a Duvaliera wprowadzono jako obowiązującą współczesną flagę.
Pośrodku flagi widnieje godło Haiti, które nie pojawia się na państwowej fladze cywilnej.

## Flagi historyczne

Flaga podczas rewolucji haitańskiej w latach 1791–1798
Flaga rewolucjonistów z lat 1803–1804
Flaga Cesarstwa Haiti w latach 1804–1806
Flaga Haiti z lat 1806–1811
Flaga Królestwa Haiti 1811–1814
Flaga Królestwa Haiti 1814–1820
Flaga Republiki Haiti z lat 1820–1849
Flaga Haiti z lat 1849–1859
Flaga Haiti z lat 1859–1964
Flaga Haiti z lat 1964–1986